# مكورة عنقودية ذهبية
المكورات العنقودية الذهبية أو العنقوديات الذهبيّة أو البكتيريا الكروية العنقودية الذهبية (باللاتينية: Staphylococcus aureus) نوع من البكتيريا إيجابية الغرام، عادة ما تعيش على جلد الإنسان أو في جوف الأنف أو في الجهاز التنفسي.
يتصف هذا النوع من الجراثيم بعدة صفات: إيجابية التخثير، تفكيك الدنا، واستهلاكه للسكر من نوع المانيتول.

على الرغم من أنها لا تسبب الأمراض دائماً إلا أن أحد الأمراض التي يسببها هذا النوع من الجراثيم هو متلازمة الصدمة التسممية، التي تؤدي إلى مرض شديد يصاحبه حمى، طفح أحمر واسع الانتشار مع تأثر أعضاء أخرى في الجسم.
ظهر في الآونة الأخيرة أنواع جديدة من المكورات العنقودية الذهبية المقاومة للمضادات الحيوية وأهمها المكورات العنقودية الذهبية المقاومة للميثيسيلين methicillin-resistant Staphylococcus aureus. 
تم اكتشاف البكتيريا لأول مرة عام 1880 في أبردين، اسكتلندا، من قبل الجراح السيد الكسندر اوقستون عندما قام بعزل البكتيريا من قيح في مفصل الركبة. قام العالم فريدريك جوليوس روزنباخ لاحقاَ بتسمية البكتيريا بهذه الاسم. 20% تقريباً من السكان في العالم هم حاملين دائمين لهذه البكتيريا. التي يمكن أن توجد بصورة طبيعية على سطح الجلد وفي الأنف البشري. كما أنها تعيش بصورة طبيعية في الجهاز التناسلي السفلي للمرأة.

## دور البكتيريا في الأمراض
على الرغم من كون بكتيريا المكورة العنقودية الذهبية  غالباً تعد ضمن الميكروبات البشرية إلا إنها قد تسبب الأمراض في بعض الأحيان. بالتحديد، فإن البكتيريا المكورة العنقودية الذهبية هي من أكثر مسببات تجرثم الدم والتهاب الشغاف. بالإضافة إلى ذلك، يمكن للبكتيريا أن تسبب التهابات عديدة في الجلد والأنسجة الرطبة، خاصةً عندما تحدث جروح في الأنسجة المخاطية. 
يمكن للبكتيريا أن تنتشر بواسطة التلامس مع القيح الصادر من جرح ملتهب، أو عن طريق التلامس بقيح الجلود، أو التلامس مع أدوات تم استعمالها من قبل أشخاص مصابين مثل المناشف واللحافات والملابس والأدوات الرياضية. 
المفاصل الصناعية تجعل الشخص معرّض للإصاب بالتهاب المفاصل الإنتاني، بالمثل فإن صمام القلب الصناعي أيضاً يعرض الشخص لالتهاب الشغاف وذات الرئة.